# Kommuniteten i Taizé

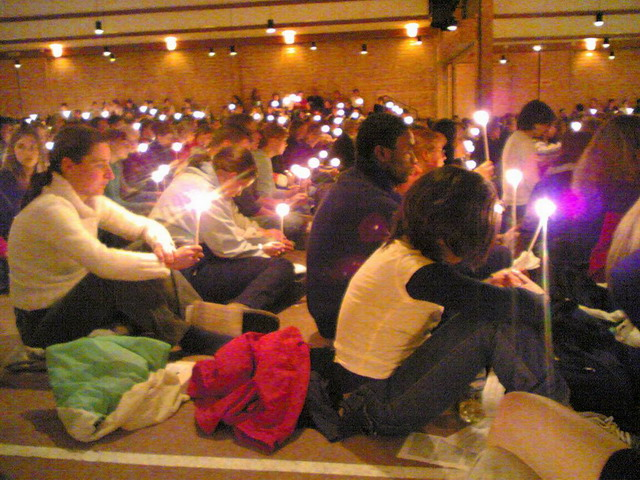
Ljusmässa i Taizé

Kommuniteten i Taizé är ett kristet ekumeniskt brödraskap i Taizé, en by i Burgund i centrala Frankrike. Kommuniteten grundades år 1949 av Roger Schutz (1915–2005), sedermera Frère Roger (broder Roger), efter att han tillsammans med flera bröder hade arbetat där i 9 år. Den har idag knappt hundra medlemmar, från mer än 30 länder. De tar även emot ett stort antal besökare varje år.

## Den ekumeniska strävan

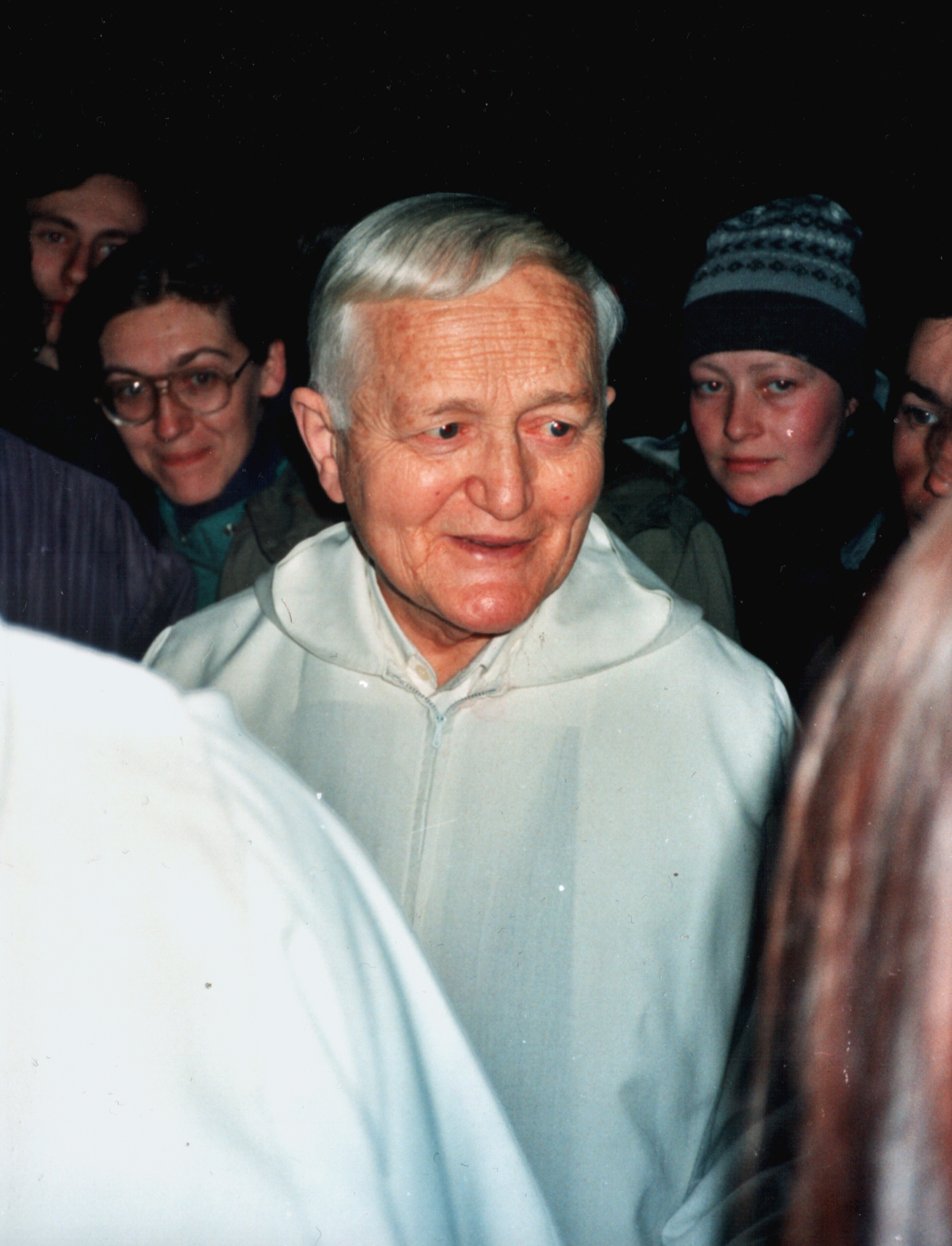
Broder Roger

Broder Rogers uttalade avsikt med att grunda en kommunitet var att inom protestantismen återknyta till det allmänna kristna arvet av liv i gemenskap, vigt till tjänande av nästan och lovsång till Gud. Situationen i Europa vid tiden för grundandet av brödraskapet i Taizé var mycket annorlunda än idag vad ekumeniken beträffar. Det fanns ytterst få kontakter mellan den romersk katolska och de protestantiska kyrkorna och även mellan de olika protestantiska kyrkorna. Broder Roger var övertygad om att ett av skälen till 1900-talets fruktansvärda krig och mänskliga katastrofer var de kristnas splittring. Han ville skapa ett ”tecken” – han kallade det för ”en gemenskapens liknelse” – som kunde förena kristna över samfundsgränserna, utan att någon för den skull skulle behöva förneka sitt ursprung. Redan mycket tidigt var han medveten om att det är en illusion att tro att alla kommer att ”konvertera” till en eller annan kyrka som sålunda skall ha ”vunnit” den kamp om själarna som påbörjades under reformationen. Den rätta vägen var istället att samlas till bön och tjänande av de fattiga för att tillsammans återfinna evangeliets radikala enhet i Anden. Man kan säga att kommunitetens ekumeniska vision är att gå fram mot enheten istället för att vända tillbaka och diskutera vad som gått fel. Påven Johannes XXIII:s ord om försoningen har i det avseendet blivit nästan ett motto: ”Låt oss inte försöka ta reda på vem som hade rätt eller fel, utan försona oss!”

## Leva tillsammans

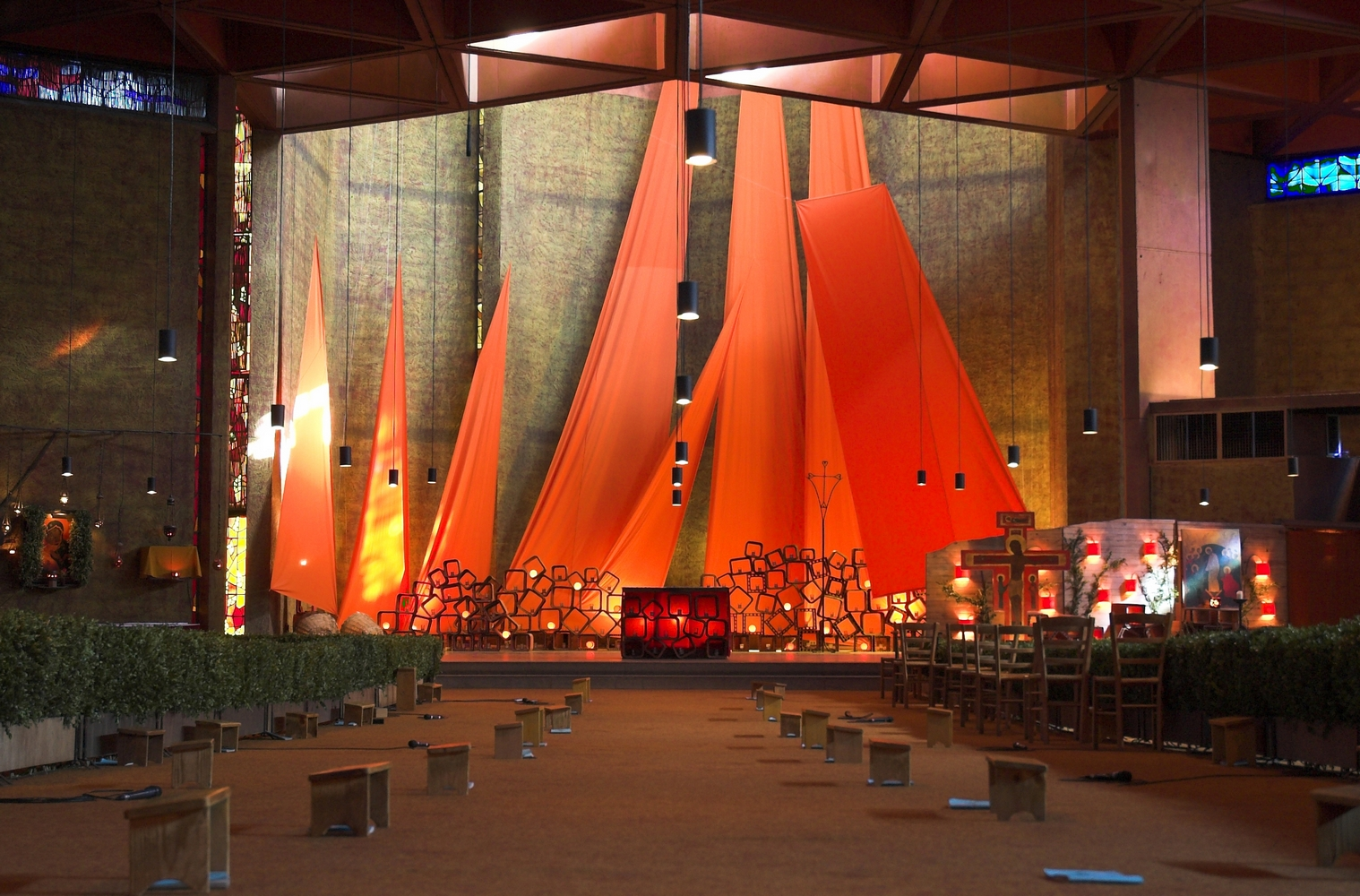
Försoningskyrkan, interiör

Till att börja med bestod brödraskapet enbart av reformerta och lutherska bröder. Redan från början var gruppen internationell: det fanns tyskar och holländare i den första generationen (man bör minnas att dessa var människor som hade vuxit upp under kriget; somliga hade varit soldater. Av svenskt intresse är broder Kristoffer (frère Christophe; död 1972) som var av finlandssvensk-tysk börd och hade suttit i ryskt fångläger). Försoningen var under dessa omständigheter en påtaglig och vardaglig realitet. ”Försoningskyrkan”, i vilken ungdomar från hela Europa idag samlas i tusental, byggdes av tyskar som utförde frivilligt byggnadsarbete i hela Europa för att sona den förstörelse de hade åstadkommit under kriget (Sühnezeichen, "försoningstecken"). I kommuniteten understrykes vikten av att försoningen inte begränsar sig enbart till den strängt taget ekumeniska sfären: människan måste försonas i sig själv, med varandra, över folk- språk- och kulturgränser. Inte desto mindre är Taizé starkt kristocentriskt och hämtar sin inspiration ur Bibeln och de tidiga kyrkliga skrifterna (kyrkofäderna) såväl som från mera modern spiritualitet från alla kristna traditioner.
På 1970-talet blev det möjligt även för katoliker att träda in i brödraskapet. Kommuniteten består nu av bröder från de reformerta, lutherska, anglikanska och katolska kyrkofamiljerna. Ingen ortodox har hittills blivit medlem. Det finns två svenska bröder. 

## Ungdomspastoralen

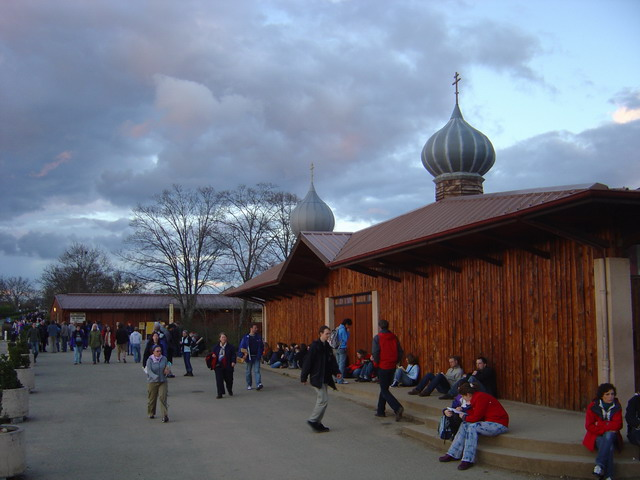
Ungdomar utanför försoningskyrkan vid påsken 2005

Kommuniteten i Taizé hade aldrig för avsikt att ”bli känd.” Enligt Broder Roger förberedde sig de första bröderna på att leva ett undangömt liv i enkelhet och bön, vars frukter skulle börja visa sig först kanske hundra år senare. Det fanns under 1950- och 1960-talen bland bröderna bland annat en läkare, ett par bönder, en krukmakare och andra som arbetade i fabriker runtom i trakten. Man hade kor och hade bildat ett kooperativt jordbruk. Inspirationen från samtida rörelser (arbetarprästerna, Jesu små bröder och systrar etcetera) var tydlig. 

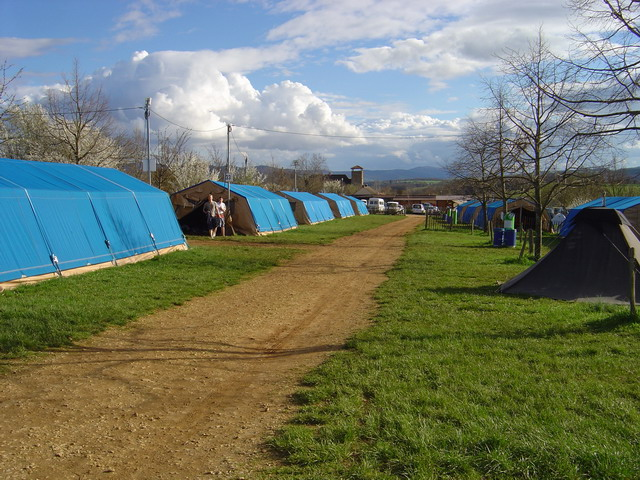
Tält för besökande ungdomar

Med 1960-talets ökande rörlighet och ungdomsoroligheterna i hela Europa, andra Vatikankonciliet och den snabbt skiftande samhällsstämningen började emellertid ungdomar att söka sig till Taizé. Bröderna ville först bara ta emot dem på avstånd – de hade ju sitt liv. Mycket snart inställde sig dock andra krav. Man fann att ungdomarna ofta var i desperat behov av att finna någon som lyssnade till dem. Taizés ungdomspastoral har främst utvecklat sig omkring lyssnandet. Man har också försökt att samla ungdomarna till bön i former som inte verkar alltför främmande eller gammalmodiga utan att för den skull avlägsna sig helt från den kristna traditionen. De enkla, repetitiva sångerna är ett led i detta sökande. De är ofta byggda runt enstaka fraser ur Psaltaren eller evangelierna. De viktigaste Taizé-sångerna (151 stycken) ryms i ett sånghäfte som ges ut av bröderna, och som används bland annat under de gemensamma bönerna. Sånger på ett fyrtiotal språk finns representerade i häftet, varav drygt tio är på svenska.
Livet på kullen (Taizé befinner sig på en kulle i en dalsvacka) präglas av bön och meditation – varje dag struktureras kring de tre gemensamma bönerna som sker på morgonen, innan lunch och på kvällen. Idag har Taizé blivit en viktig plats för unga kristna, varje vecka kommer tusentals ungdomar och unga vuxna från världens alla hörn till kommuniteten. Stora möten ordnas varje nyår i någon stad i Europa, dit upp till 80 000 ungdomar kan samlas för att be, sjunga och samtala om tron. Dessa möten har sannolikt utgjort modellen för den katolska kyrkans Ungdomsdagar. Kommuniteten har dock varit mycket konsekvent i att inte vilja bilda någon rörelse. Ungdomar som vill engagera sig uppmanas till att återvända till sin hemförsamling och göra något där. Många unga män som funnit tron i Taizé och genast vill bli munkar uppmanas istället till att bli präster eller pastorer hemma hos sig. 

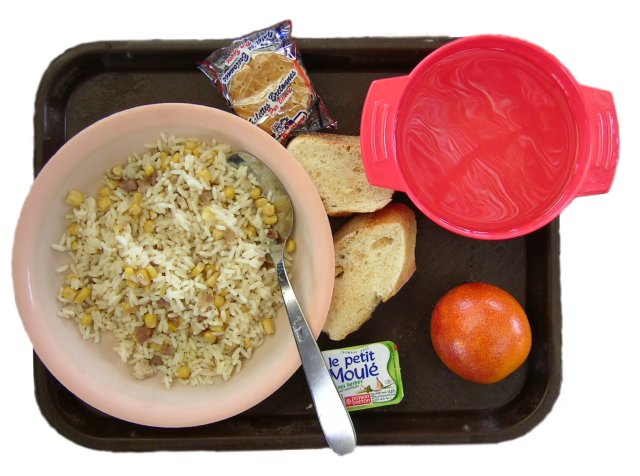
En Taizé-måltid

Dagsschemat ser för besökarna ut så här:
- 08.15 Morgonbön, därefter frukost
- 10.00 Bibelintroduktion följt av diskussioner i smågrupper
- 12.15 Middagsbön, därefter lunch
- 14.00 Sångövning
- 15.15 Gruppsamtal/arbete
- 17.15 Te/kaffe
- 17.45 Workshop
- 19.00 Middag
- 20.30 Aftonbön

## Utgivningar

### Böcker
- Sånger från Taizé

### Diskografi
- Resurrexit (1984)
- Alleluia (1986)
- Jubilate (1991)
- Veni Sancte Spiritus (1993)
- Sing to God (1995)
- Ubi caritas (1996)
- Sjung lovsång (1996)
- Chants de la Prière à Taizé (1998)
- Joy on Earth (1999)
- Venite exultemus (2001)
- Laudate omnes gentes (2002)
- Taizé – Instrumental (2003)
- Taizé – Instrumental 2 (2005)
- Les Chants de Taizé (2005)
- Christe lux mundi (2006)

## Bilder

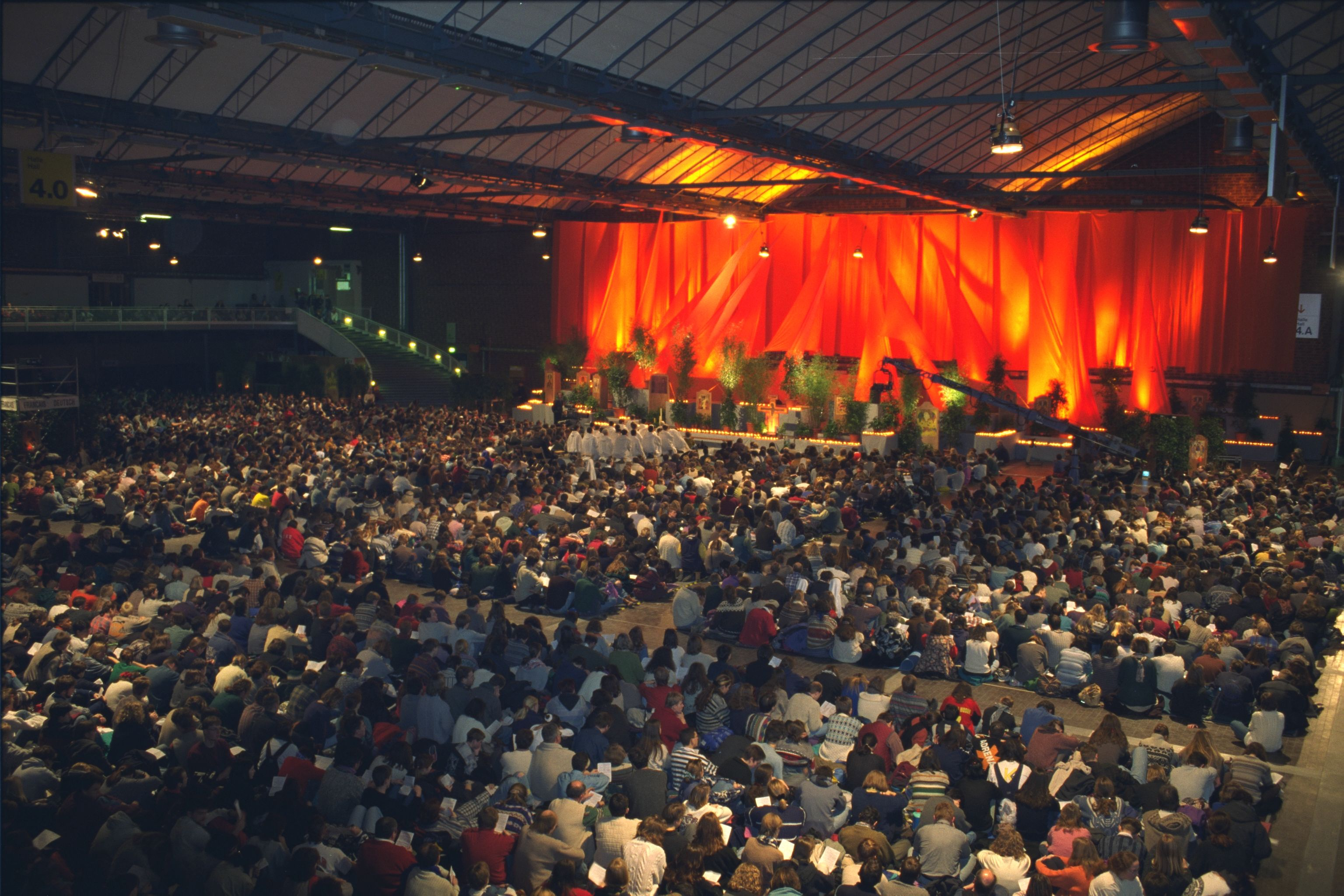
Europeiskt möte 2006
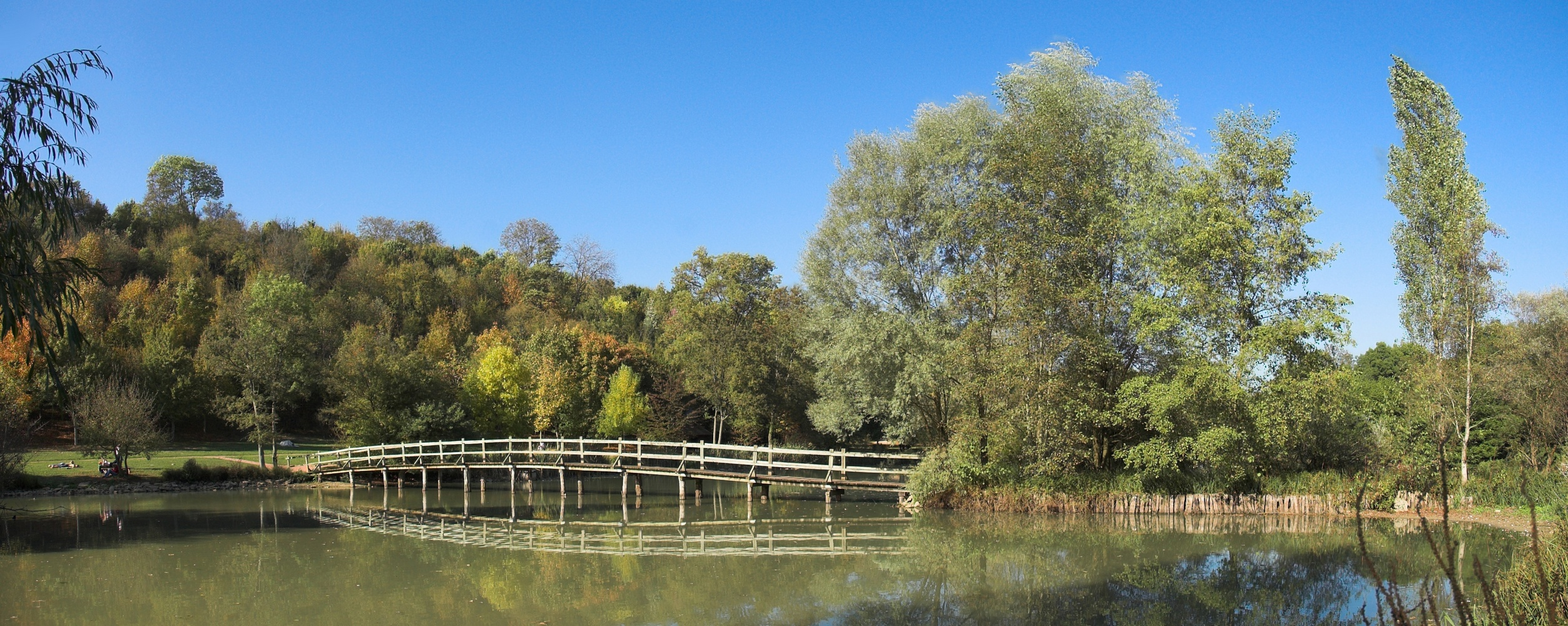
S:t Etienne-källan
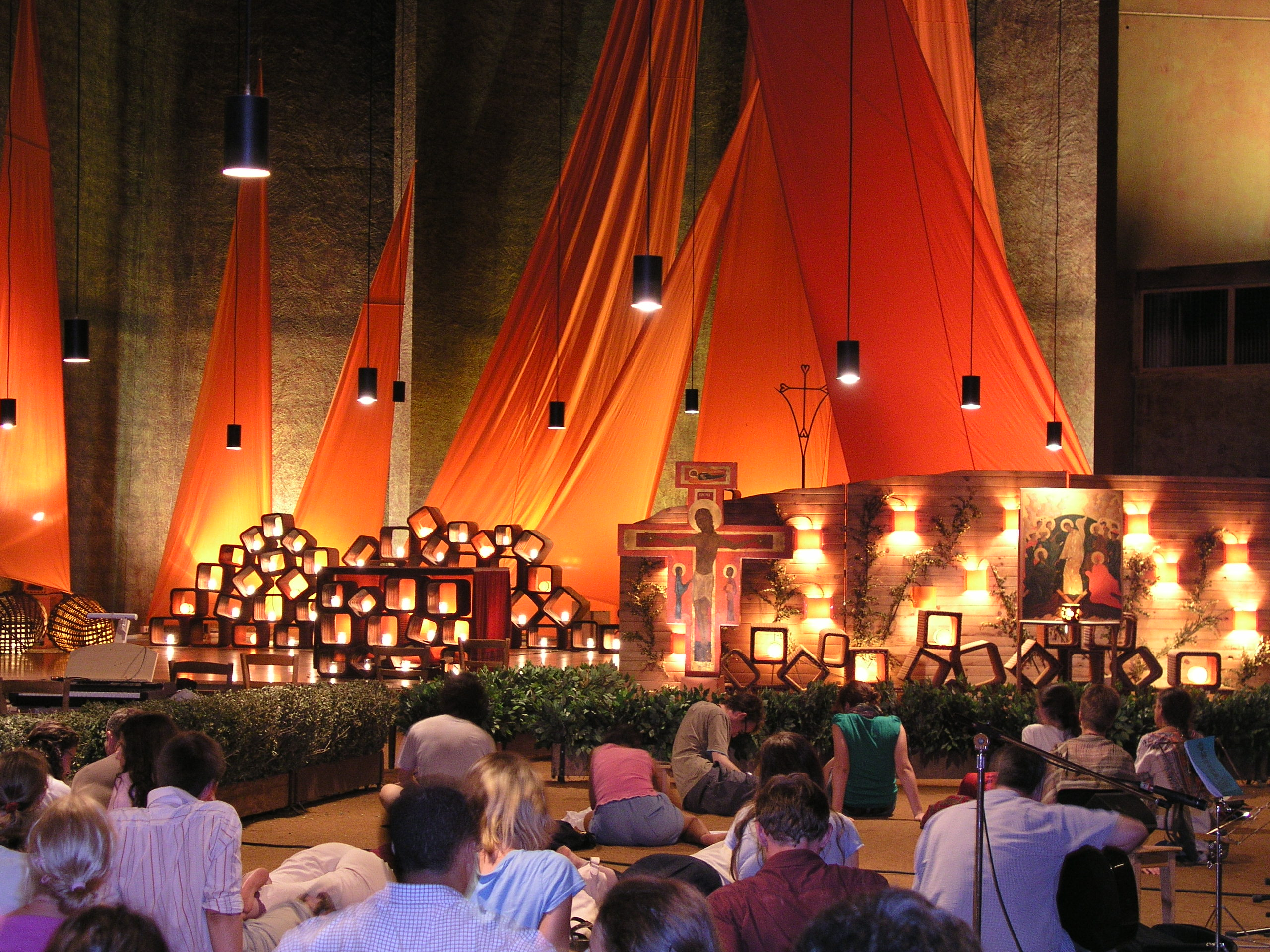
Kyrkan
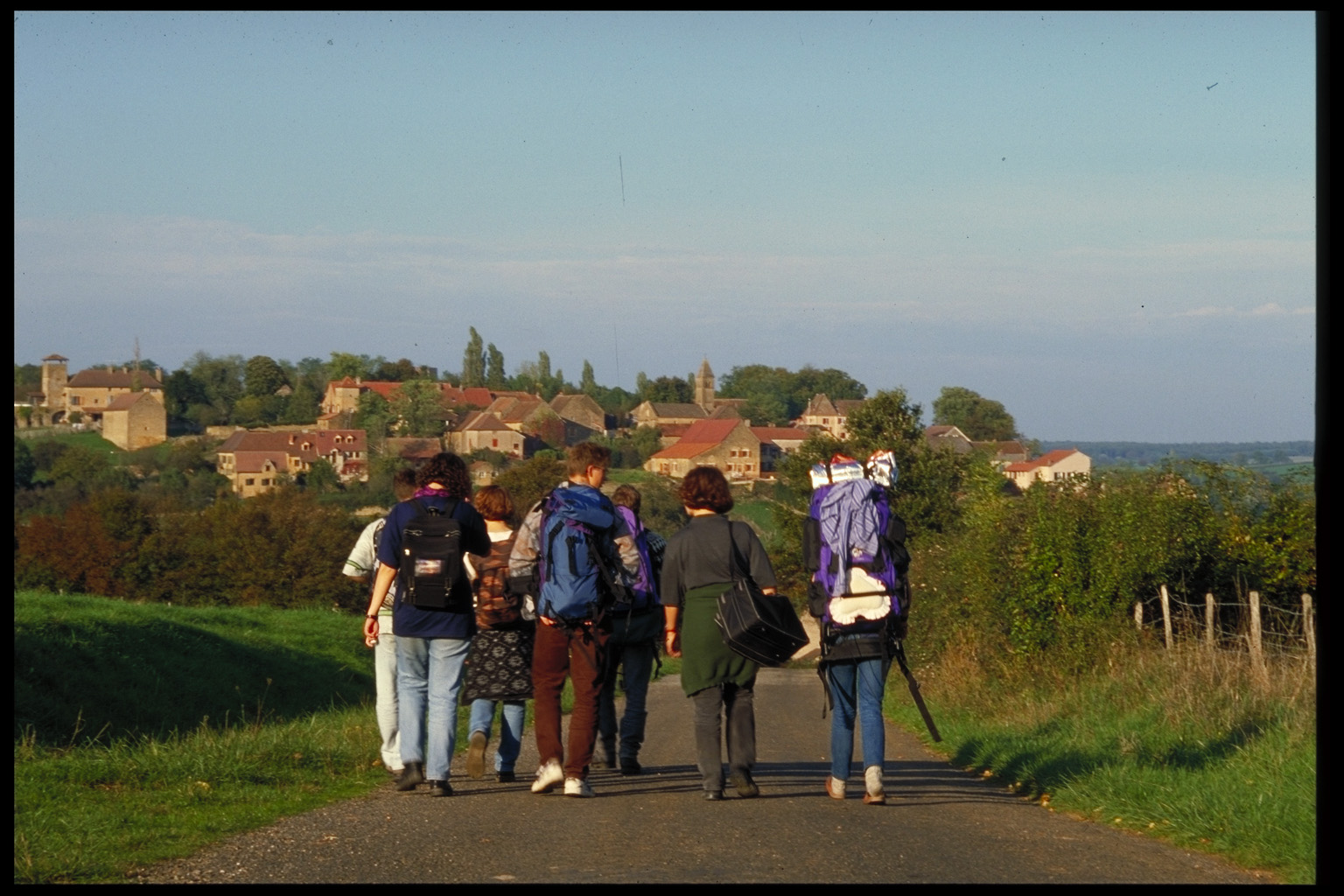
Pilgrimsvandrare till Taizé